# Fenerbahçe SK (féminines)
Maillots
La section féminine de football du Fenerbahçe SK est un club féminin de football turc basé à Istanbul.

## Histoire
Le Fener relance sa section féminine en 2021. Un match de gala est organisé le 7 décembre 2021 face au rival historique du club, Galatasaray. Dès la cinquième minute, Galatasaray est réduit à dix et le Fenerbahçe s'impose 7-0.
Le club participe au championnat de Turquie dès la saison 2021-2022. Pour sa première saison, le Fener atteint les demi-finales. En 2022-2023, le club perd en finale face au Fomget (4-2). Fenerbahçe obtient la troisième place la saison suivante.
En 2024-2025, le Fener perd à nouveau le championnat face au Fomget.